# Britha luzonica
Britha luzonica là một loài bướm đêm trong họ Erebidae.